# Оферторій
Оферторій (лат. offertorium — приношення дарів) — частина меси та піснеспів католицької церкви, а також англіканської літургії та лютеранського богослужіння; на католицькій месі виконується під час приношення дарів. Літургійно є одним із змінюваних (залежно від церковного свята) піснеспівів меси (див. пропрій). Аналог у візантійському обряді — Великий вхід.

## Коротка характеристика
Спочатку оферторій — піснеспів респонсорного типу. Історично (імовірно починаючи з VII ст.) складався з хорового рефрену та псалму, вірші якого («Верси») розспівувались сольно, чергуючись із скороченим рефреном (т.зв. лат. repetenda, друга половина від повного рефрену). Знамениті середньовічні оферторій («Ave Maria», «Justitiae Domini», «Tollite portas», «Tu es Petrus» та ін.) відрізнялися вишуканою мелізматикою. Їм властиві елементи музичної риторики та справжня «імпровізаційна» розробка (повтори фраз, секвенції, ритмічне виділення найвиразніших мотивів, тощо). В епоху Пізнього середньовіччя (XII–XIII ст.) оферторій почали скорочувати до рефрену (сольні верси опускалися); так само, зазвичай, виконують оферторій і в сучасному католицькому богослужінні.
Серед авторів багатоголосних оферторіїв (тобто мотетів на канонічні тексти оферторії, без використання як основи композиції cantus firmus) Дж.П. Палестрина, якому належить масштабний (68 п'єс) збірник під назвою «оферторії до всього церковного року» (1593), і Орландо ді Лассо, що помістив такі обробки всередині двох збірок «Sacrae cantiones» (опубліковані в 1582 і 1585 рр.).
У Новий час оферторії поряд з іншими співами меси друкуються у складі співочих книг, призначених для супроводу Меси (в градуалах), а також (неодноразово) — в універсальному збірнику Liber usualis, відповідно до сучасної богослужбової практики — без версу. Реконструкції старовинних оферторіїв (з версом) друкуються у спеціальних наукових виданнях, з них найвідоміший солемський збірник оферторіїв, так званий «потрійний оферторіал» (Offertoriale triplex; запис оферторіїв у квадратній нотації поєднується з двома невменними варіантами того ж піснеспіву).

## Видання оферторіїв
- Offertoriale triplex, ed. Rupert Fischer. Solesmes, 1985 (т. зв. «солемський офферторіал»)